# Црква Светог Пантелејмона у Призрену
Црква Светог Пантелејмона у Призрену једна је од многобројних цркава у овом граду, која највероватније потиче из 14. века. Реконструисана је 1937. године на месту старе цркве из средњег века.

## Положај и стање заштите
Црква Светог Пантелејмона се налази у делу Призрена који је по цркви добио име Пантелији. Црква је изузев са уличне притешњена између већег броја дограђених и новоизграђених вишеспратних кућа.
Црква је у њеној историји више пута девастирана од стране Османлија а задњи пут од стране Албанаца, који од 1014. године, када се први пут помиње Призренска епископија утичу на то да се застрашивањем и скрнављењем српских светиња врши одношења старе архиве и преосталих драгоцености, из ове и других призренских цркава, и тиме практично утиче да замре древно епископско средиште и то под протекторатом мисије УН и снага КФОР-а.
Због дивље градње и опште небриге о овој цркви и по свему судећи бројни гарђевински елементи са ове цркве уградђени су у темеље нових албанских кућа. Министарство културе самопроглашене државе Косова поред потпуне стручне необучености не показује никакво интересовање за цркву Светог Пантелејмона у Призренусрпску, као и за осталу културну баштину, српског народа у Призрену и на целом простору Косова и Метохије.

## Историја
Жупан Стефан Немања освојио је привремено Призрен, 1189/1190. године да би га потом његов син Стефан Првовенчани око 1214. године припојио српској средњовековној држави. Од тада Призрен се нагло развијао и постао један од првих међу малобројним градовима средњовековне Србије. Његово економско јачање пада нарочито у време краља Милутина и царева Душана и Уроша где је повремено бивала и њихова престоница. Тако Призрен постаје не само царско већ и значајно верско упориште, у коме су се градили нови и обнављали стари храмови.
Како је црква изграђена у 14. веку може се претпоставити да је то било у периоду када је према повељи манастира Светог Петра Коришког, односно старцу Григорију (која је датирана на 19. мај 1343. године), каже се да је Душан (тада краљ) дошао у Призрен,...обновити и с здати црк в манастир Краљевства ми. После тог његовог боравка настало је неколико цркава у Призрену.
О боравку цара Душана у јесен 1347. године у Призрену сазнајемо и из једног његовог писма Дубровнику, у коме се каже: quando la segnoria imperial venie a Presariu ud INCHARAR la sua acelesia de Santo Archangelo. Боравак краља Душана 30. септембра 1341. године није био у вези са манастиром Светог Арханђела, док су остала три боравка везана за подизање истог.
После смрти цара Уроша Призрен је држао краљ Вукашин до 1317. године, а потом Ђурђе Балшић од 1372. до 1376. године. У руке Османлија пао је после Новог Брда 1455. године. После аустријског слома и велике сеобе под патријархом Арсенијем III Чарнојевићем 1690. године записао је у летописима „да је Призрен тако опустео да на његовим трговима расте толика трава да је косци косе“.
Црква Светог Пантелејмона у Призрену је у овом за Српски народ и Призрен тужном периоду, запуштена и прекривена коровом озбиљано оштећена.
Призрен је 17.октобра 1912. године ослободила од Османлијског царства српска војска. За време Првог светског рата био је поноово окупиран, овога пута од бугарске војске.
Између два светска рата Призрен је био у саставу Краљевине Југославије, па је у том период (1937) обновљана Црква Светог Пантелејмона на месту старе цркве из Средњег века.
Током Другог светског рата од немачке и италијанске војске и под њиховим туторством призрен је прикључен тзв. „Великој Албанији“. Ослобођен је 19. Новембра 1944. године, и све до 2004. године црква Црква Светог Пантелејмона, је била без значајних оштећења.

## Девастација цркве 2004.
Албанци су и поред присуства јединице КФОР-а марта месеца 2004. године цркву запалили изнутра.